# Campeonato Mundial de Natação em Piscina Curta de 2021 - 100 m livre masculino
A prova dos 100 metros nado livre masculino do Campeonato Mundial de Natação em Piscina Curta de 2021 foi disputado entre 20 e 21 de dezembro de 2021, na Etihad Arena, em Abu Dhabi, nos Emirados Árabes Unidos.

## Recordes
Antes desta competição, os recordes mundiais e do campeonato nesta prova eram os seguintes:
|                       | Nome             | Nacionalidade | Tempo | Local | Data                  |
| --------------------- | ---------------- | ------------- | ----- | ----- | --------------------- |
| Recorde mundial       | Kyle Chalmers    | Austrália     | 44.84 | Cazã  | 29 de outubro de 2021 |
| Recorde do campeonato | Vladimir Morozov | Rússia        | 45.51 | Doha  | 3 de dezembro de 2014 |

## Medalhistas
| Ouro                     | Prata           | Bronze              |
| Alessandro Miressi (ITA) | Ryan Held (USA) | Joshua Liendo (CAN) |

## Resultados

### Eliminatórias
As eliminatórias ocorreram dia 20 de dezembro com um total de 100 nadadores.
| Colocação | Bateria | Raia | Nadador                      | Nacionalidade              | Tempo   | Notas            |
| --------- | ------- | ---- | ---------------------------- | -------------------------- | ------- | ---------------- |
| 1         | 10      | 9    | Joshua Liendo                | Canadá                     | 46.26   | Q                |
| 2         | 10      | 4    | Alessandro Miressi           | Itália                     | 46.30   | Q                |
| 3         | 12      | 5    | Vladislav Grinev             | Federação Russa de Natação | 46.32   | Q                |
| 4         | 11      | 5    | Maxime Grousset              | França                     | 46.52   | Q                |
| 5         | 12      | 1    | Ryan Held                    | Estados Unidos             | 46.72   | Q                |
| 6         | 9       | 1    | Pan Zhanle                   | China                      | 46.92   | Q                |
| 7         | 10      | 2    | Gabriel Santos               | Brasil                     | 46.95   | Q                |
| 8         | 6       | 4    | Youssef Ramadan              | Egito                      | 46.98   | Q,               |
| 9         | 12      | 0    | Jack McMillan                | Irlanda                    | 47.04   | Q                |
| 10        | 11      | 4    | Zach Apple                   | Estados Unidos             | 47.05   | Q                |
| 11        | 10      | 7    | Heiko Gigler                 | Áustria                    | 47.07   | Q                |
| 12        | 12      | 8    | Daniel Zaitsev               | Estónia                    | 47.08   | Q,               |
| 13        | 12      | 3    | Stan Pijnenburg              | Países Baixos              | 47.13   | Q                |
| 14        | 12      | 4    | Kliment Kolesnikov           | Federação Russa de Natação | 47.19   | Q, RET           |
| 15        | 10      | 5    | Lorenzo Zazzeri              | Itália                     | 47.27   | Q                |
| 16        | 10      | 3    | Hwang Sun-woo                | Coreia do Sul              | 47.31   | Q                |
| 17        | 8       | 7    | Mikel Schreuders             | Aruba                      | 47.36   | Q,               |
| 18        | 8       | 6    | Nikola Miljenić              | Croácia                    | 47.37   |                  |
| 19        | 10      | 1    | Velimir Stjepanović          | Sérvia                     | 47.51   |                  |
| 19        | 11      | 9    | Miguel Nascimento            | Portugal                   | 47.51   |                  |
| 21        | 11      | 7    | Jasper Aerents               | Bélgica                    | 47.67   |                  |
| 22        | 9       | 4    | Roman Mityukov               | Suíça                      | 47.77   |                  |
| 23        | 11      | 8    | Chad le Clos                 | África do Sul              | 47.83   |                  |
| 24        | 9       | 2    | Denis Loktev                 | Israel                     | 47.86   |                  |
| 25        | 10      | 0    | Nicholas Lia                 | Noruega                    | 47.92   |                  |
| 26        | 12      | 6    | Jesse Puts                   | Países Baixos              | 47.97   |                  |
| 27        | 11      | 6    | Simonas Bilis                | Lituânia                   | 48.11   |                  |
| 28        | 10      | 8    | Jakub Majerski               | Polónia                    | 48.25   |                  |
| 29        | 8       | 4    | Ben Hockin                   | Paraguai                   | 48.35   |                  |
| 30        | 9       | 6    | Emir Muratović               | Bósnia e Herzegovina       | 48.38   |                  |
| 31        | 6       | 5    | Xander Skinner               | Namíbia                    | 48.40   | Recorde nacional |
| 32        | 12      | 9    | Artur Barseghyan             | Armênia                    | 48.42   |                  |
| 33        | 7       | 9    | Aleksey Tarasenko            | Uzbequistão                | 48.45   | Recorde nacional |
| 34        | 11      | 0    | Guido Buscaglia              | Argentina                  | 48.52   |                  |
| 35        | 7       | 0    | George Stoica-Constantin     | Roménia                    | 48.59   |                  |
| 36        | 7       | 4    | Kaloyan Bratanov             | Bulgária                   | 48.62   |                  |
| 36        | 11      | 1    | Oussama Sahnoune             | Argélia                    | 48.62   |                  |
| 38        | 7       | 2    | Srihari Nataraj              | Índia                      | 48.65   | Recorde nacional |
| 39        | 10      | 6    | Sergii Shevtsov              | Ucrânia                    | 48.77   |                  |
| 40        | 9       | 0    | Ralph Daleiden Ciuferri      | Luxemburgo                 | 48.80   |                  |
| 41        | 7       | 5    | Alex Sobers                  | Barbados                   | 48.83   | Recorde nacional |
| 42        | 8       | 0    | Samy Boutouil                | Marrocos                   | 48.88   | Recorde nacional |
| 43        | 9       | 7    | Yang Jintong                 | China                      | 48.92   |                  |
| 44        | 6       | 1    | Louis Ortiz                  | Porto Rico                 | 49.06   |                  |
| 45        | 7       | 8    | Nikolas Antoniou             | Chipre                     | 49.15   | Recorde nacional |
| 46        | 6       | 7    | Stefano Mitchell             | Antígua e Barbuda          | 49.21   | Recorde nacional |
| 47        | 8       | 2    | Alberto Mestre               | Venezuela                  | 49.34   |                  |
| 48        | 8       | 3    | Cheuk Ming Ho                | Hong Kong                  | 49.39   |                  |
| 49        | 6       | 3    | Lamar Taylor                 | Bahamas                    | 49.52   | Recorde nacional |
| 50        | 7       | 3    | Constantin Malachi           | Moldávia                   | 49.83   |                  |
| 51        | 8       | 5    | Yousuf Al-Matrooshi          | Emirados Árabes Unidos     | 50.06   |                  |
| 52        | 5       | 5    | Jayhan Odlum-Smith           | Santa Lúcia                | 50.12   | Recorde nacional |
| 53        | 6       | 0    | Denzel González              | República Dominicana       | 50.13   | Recorde nacional |
| 54        | 8       | 8    | Alaa Masoo                   | Equipe de refugiados       | 50.16   |                  |
| 55        | 8       | 9    | Supha Sangaworawong          | Tailândia                  | 50.20   |                  |
| 56        | 5       | 4    | Kledi Kadiu                  | Albânia                    | 50.22   |                  |
| 57        | 6       | 9    | Gregory Anodin               | Ilhas Maurícias            | 50.27   |                  |
| 58        | 8       | 1    | Luka Kukhalashvili           | Geórgia                    | 50.39   |                  |
| 59        | 1       | 6    | Seggio Bernardina            | Curaçau                    | 50.40   |                  |
| 60        | 2       | 1    | Mohammed Bedour              | Jordânia                   | 50.44   |                  |
| 61        | 7       | 1    | Alexander Varakin            | Cazaquistão                | 50.52   |                  |
| 62        | 5       | 9    | Nixon Hernández              | El Salvador                | 50.79   |                  |
| 63        | 5       | 0    | Adama Niane                  | Senegal                    | 50.94   |                  |
| 64        | 6       | 8    | Mathieu Bachmann             | Seicheles                  | 51.03   |                  |
| 65        | 4       | 1    | James Allison                | Ilhas Caimã                | 51.16   |                  |
| 66        | 4       | 4    | Ridhwan Mohamed              | Quênia                     | 51.39   |                  |
| 67        | 6       | 2    | Tendo Mukalazi               | Uganda                     | 51.46   |                  |
| 68        | 5       | 1    | Bartal Erlingsson Eidesgaard | Ilhas Feroé                | 51.52   |                  |
| 69        | 4       | 6    | Delron Felix                 | Granada                    | 51.74   |                  |
| 70        | 2       | 4    | Batbayaryn Enkhtamir         | Mongólia                   | 52.09   |                  |
| 71        | 5       | 7    | Miguel Mena                  | Nicarágua                  | 52.12   |                  |
| 72        | 5       | 2    | Cherantha de Silva           | Sri Lanka                  | 52.29   |                  |
| 73        | 4       | 7    | Alexander Shah               | Nepal                      | 52.30   |                  |
| 74        | 4       | 5    | Ahmed Al-Mutairy             | Iraque                     | 52.41   |                  |
| 75        | 1       | 5    | Andrey Villarreal            | Panamá                     | 52.77   |                  |
| 76        | 4       | 3    | Finau Ohuafi                 | Tonga                      | 52.82   |                  |
| 77        | 4       | 8    | Alassane Seydou              | Níger                      | 52.87   |                  |
| 78        | 3       | 5    | Marc Dansou                  | Benim                      | 53.06   |                  |
| 79        | 4       | 0    | Raphael Grand'Pierre         | Haiti                      | 53.23   |                  |
| 80        | 3       | 2    | Carel Irakoze                | Burundi                    | 53.49   |                  |
| 81        | 4       | 2    | Vasilije Andrić              | Montenegro                 | 53.52   |                  |
| 82        | 2       | 8    | Jinnosuke Suzuki             | Marianas Setentrionais     | 53.72   |                  |
| 83        | 4       | 9    | Christian Nikles             | Brunei                     | 53.83   |                  |
| 84        | 3       | 3    | Martin Muja                  | Kosovo                     | 54.30   |                  |
| 85        | 2       | 0    | Israel Poppe                 | Guam                       | 55.21   |                  |
| 86        | 3       | 6    | Eloi Maniraguha              | Ruanda                     | 55.67   |                  |
| 87        | 3       | 4    | Phansovannarun Montross      | Camboja                    | 55.71   | Recorde nacional |
| 88        | 2       | 9    | Siraj AI-Sharif              | Líbia                      | 56.95   |                  |
| 89        | 3       | 7    | Sangay Tenzin                | Butão                      | 57.05   |                  |
| 90        | 3       | 0    | Papa Poku Dwumoh             | Gana                       | 57.68   |                  |
| 91        | 3       | 8    | Edgar Iro                    | Ilhas Salomão              | 57.90   |                  |
| 92        | 3       | 1    | Saddam Ramziyorzoda          | Tajiquistão                | 58.29   |                  |
| 93        | 1       | 8    | Shawn Dingilius-Wallace      | Palau                      | 1:00.01 |                  |
| 94        | 2       | 7    | Charly Ndjoume               | Camarões                   | 1:00.42 |                  |
| 95        | 3       | 9    | Mamadou Bah                  | Guiné                      | 1:00.55 |                  |
| 96        | 2       | 5    | Houssein Gaber Ibrahim       | Djibuti                    | 1:00.85 |                  |
| 97        | 2       | 2    | Muhammad Ali Moosa           | Malawi                     | 1:02.47 |                  |
| 98        | 2       | 3    | Ebrima Buaro                 | Gâmbia                     | 1:02.79 |                  |
| 99        | 1       | 2    | Phillip Kinono               | Ilhas Marshall             | 1:03.19 |                  |
| 100       | 1       | 4    | Tilahun Malede               | Etiópia                    | 1:07.48 |                  |
| 101       | 1       | 1    | Komi Amegashie               | Togo                       | DNS     |                  |
| 101       | 1       | 3    | Md Asif Reza                 | Bangladesh                 | DNS     |                  |
| 101       | 1       | 7    | Higinio Ndong Obama          | Guiné Equatorial           | DNS     |                  |
| 101       | 2       | 6    | Ailton Lima                  | Cabo Verde                 | DNS     |                  |
| 101       | 5       | 3    | Issa Al-Adawi                | Omã                        | DNS     |                  |
| 101       | 5       | 6    | Pedro Chiancone              | Uruguai                    | DNS     |                  |
| 101       | 5       | 8    | Danilo Rosafio               | Quênia                     | DNS     |                  |
| 101       | 6       | 6    | Colins Ebingha               | Nigéria                    | DNS     |                  |
| 101       | 7       | 6    | Hugo González                | Espanha                    | DNS     |                  |
| 101       | 7       | 7    | Matej Duša                   | Eslováquia                 | DNS     |                  |
| 101       | 9       | 3    | Mikkel Lee                   | Singapura                  | DNS     |                  |
| 101       | 9       | 5    | Tom Dean                     | Reino Unido                | DNS     |                  |
| 101       | 9       | 8    | Sina Gholampour              | Irão                       | DNS     |                  |
| 101       | 9       | 9    | Waleed Abdulrazzaq           | Kuwait                     | DNS     |                  |
| 101       | 11      | 2    | Szebasztián Szabó            | Hungria                    | DNS     |                  |
| 101       | 11      | 3    | Dylan Carter                 | Trinidad e Tobago          | DNS     |                  |
| 101       | 12      | 2    | Yuri Kisil                   | Canadá                     | DNS     |                  |
| 101       | 12      | 7    | Matthew Richards             | Reino Unido                | DNS     |                  |

### Semifinal
A semifinal ocorreu dia 20 de dezembro.
| Colocação | Bateria | Raia | Nadador            | Nacionalidade              | Tempo | Notas            |
| --------- | ------- | ---- | ------------------ | -------------------------- | ----- | ---------------- |
| 1         | 1       | 4    | Alessandro Miressi | Itália                     | 45.58 | Q,               |
| 2         | 2       | 4    | Joshua Liendo      | Canadá                     | 46.29 | Q                |
| 3         | 1       | 5    | Maxime Grousset    | França                     | 46.35 | Q                |
| 4         | 2       | 3    | Ryan Held          | Estados Unidos             | 46.36 | Q                |
| 5         | 2       | 8    | Hwang Sun-woo      | Coreia do Sul              | 46.46 | Q,               |
| 6         | 2       | 5    | Vladislav Grinev   | Federação Russa de Natação | 46.49 | Q                |
| 7         | 2       | 1    | Stan Pijnenburg    | Países Baixos              | 46.60 | Q                |
| 8         | 2       | 2    | Jack McMillan      | Irlanda                    | 46.70 | Q                |
| 9         | 2       | 7    | Heiko Gigler       | Áustria                    | 46.74 | Recorde nacional |
| 10        | 1       | 8    | Mikel Schreuders   | Aruba                      | 47.01 |                  |
| 11        | 1       | 3    | Pan Zhanle         | China                      | 47.09 |                  |
| 12        | 1       | 2    | Zach Apple         | Estados Unidos             | 47.33 |                  |
| 13        | 1       | 6    | Youssef Ramadan    | Egito                      | 47.36 |                  |
| 14        | 2       | 6    | Gabriel Santos     | Brasil                     | 47.37 |                  |
| 15        | 1       | 7    | Daniel Zaitsev     | Estónia                    | 47.42 |                  |
| 16        | 1       | 1    | Lorenzo Zazzeri    | Itália                     | 47.50 |                  |

### Final
A final foi realizada em 21 de dezembro.
| Colocação         | Raia | Nadador            | Nacionalidade              | Tempo | Notas            |
| ----------------- | ---- | ------------------ | -------------------------- | ----- | ---------------- |
| Medalha de ouro   | 4    | Alessandro Miressi | Itália                     | 45.57 | Recorde nacional |
| Medalha de prata  | 6    | Ryan Held          | Estados Unidos             | 45.63 |                  |
| Medalha de bronze | 5    | Joshua Liendo      | Canadá                     | 45.82 |                  |
| 4                 | 7    | Vladislav Grinev   | Federação Russa de Natação | 46.05 |                  |
| 5                 | 3    | Maxime Grousset    | França                     | 46.20 |                  |
| 6                 | 2    | Hwang Sun-woo      | Coreia do Sul              | 46.34 | Recorde nacional |
| 7                 | 8    | Jack McMillan      | Irlanda                    | 46.97 |                  |
| 8                 | 1    | Stan Pijnenburg    | Países Baixos              | 47.07 |                  |

Legenda
| Recorde mundial       | Recorde mundial (World record)               |                       | Recorde africano                      | Recorde africano (African) |                                           | Q | Classificado por posição (Qualified) |
| Recorde do campeonato | Recorde do campeonato (Championship record)  | Recorde da América    | Recorde da América (Americas)         | q                          | Classificado por melhor tempo (Qualified) |   |                                      |
| Melhor marca do ano   | Melhor marca do ano (World leading)          | Recorde asiático      | Recorde asiático (Asian)              | DNS                        | Não largou (Did not start)                |   |                                      |
| Recorde nacional      | Recorde nacional (National record)           | Recorde europeu       | Recorde europeu (European)            | DNF                        | Não terminou (Did not finish)             |   |                                      |
| Recorde pessoal       | Recorde pessoal do atleta (Personal best)    | Recorde da Oceania    | Recorde da Oceania (Oceania)          | DSQ / DQ                   | Desclassificado (Disqualified)            |   |                                      |
| Recorde da temporada  | Recorde da temporada do atleta (Season best) | Recorde sul-americano | Recorde sul-americano (South America) | NM                         | Sem marca (No mark)                       |   |                                      |